# 공주 마라톤
《공주 마라톤》(Gongju Marathon)은 동아일보사가 주최한 대한민국의 충청남도 공주에서 열리는 마라톤 대회이다.

## 연혁
- 2002년 백제큰길마라톤에서 시작.
- 2011년 현재 명칭 변경.

## 역대 우승자
- 2011년 박종욱(남자) 2시간 37분 26초,  강성자(여자) 3시간 4분 2초[1]
- 2014년 강병성(남자) 2시간 37분 17초, 손호경(여자) 3시간 23분 25초[2]

## 같이 보기
- 서울국제마라톤
- 경주국제마라톤